# 헤즈볼라의 시리아 내전 관여
헤즈볼라의 시리아 내전 관여는 2011년 시리아 내전 발발 직후 헤즈볼라가 시리아 정부를 군사, 경제, 정치적으로 지원한 것을 가리킨다. 헤즈볼라는 시리아 내전 발발 이전부터 시리아 정부와 밀접한 관계를 맺고 있었다. 1982년 레바논 전쟁의 결과로 탄생한 헤즈볼라
는 2012년 시리아 내전에서 시리아 정부의 편을 들며 개입을 시작했다. 헤즈볼라는 시리아 내전에 직접 개입한 이유로 시리아 반군의 무장봉기가 시온주의자들의 계획이며, 바샤르 알아사드 정부와 헤즈볼라의 연결고리를 끊으려는 "와하브파-시온주의자들의 음모"라고 주장했다. 2013년부터 2015년까지 헤즈볼라는 시리아와 이라크에서 ISIL과 맞서 싸우기 위해 전투원을 파견하거나 지역 민병대를 훈련시켰다. 헤즈볼라는 현재 이란으로부터 군사, 경제, 물자 지원을 받고 있고 시리아로부터 정치적 지지를 얻었지만, 시리아 내전의 특성상 헤즈볼라의 적법성에는 타격을 입게 되었다. 헤즈볼라의 공동 창립자였던 수브히 알투파일리는 2013년 헤즈볼라의 시리아 내전 개입을 두고 강도 높은 비판을 했다.

## 같이 보기
- 이란의 시리아 내전 개입